# 十三支演義 〜偃月三国伝〜
『十三支演義 〜偃月三国伝〜』（じゅうざえんぎ 〜えんげつさんごくでん〜）は、アイディアファクトリー（オトメイト）より2012年5月24日に発売されたPlayStation Portable専用恋愛アドベンチャーゲーム。中国の古典『三国志』をテーマにしている。
2014年4月17日に続編『十三支演義 偃月三国伝2』が発売された。
2015年8月27日にPlayStation Vitaで本作の1作目と2作目が同時収録された『十三支演義 偃月三国伝1・2』が発売、2022年9月22日にはNintendo Switch版『十三支演義 偃月三国伝1・2 for Nintendo Switch』が発売された。

## 概要
オトメイトとREDのコラボ作品。本作の企画を立ち上げたのはオトメイトの野原悟史。オトメイトから依頼を受けディレクターとしてキャラクター構造やシナリオを手掛けるREDの伊東愛。ストーリー原案は『サクラ大戦』シリーズの広井王子、主題歌・ゲームテーマは『ファイナルファンタジー』シリーズの植松伸夫が手掛ける。その他BGMはケビン・ペンキンが、キャラクターデザインは悌太が担当した。2012年よりドラマCD化&月刊誌「ARIA」にてコミカライズ版が連載、2013年にエンターブレインと一二三書房よりノベライズが出版され、さらに2014年にOVA化もされている。

## 登場人物

### メインキャラクター
関羽（かんう）
声 - 赤﨑千夏（OVA版のみ）
本作の主人公。名前変更可。人間と猫族の両親を持つ少女。関羽自身は両親の事を知らず、幼い頃から劉備、張飛と共に兄弟のように育った。まっすぐで礼儀正しい性格。類い稀なる武力を持っており、曹操はその力を利用しようと考えている。夏侯惇ルート後半では、夏侯惇に武人と認められる。実は公孫賛の娘。
劉備（りゅうび）
声 - 石田彰
猫族の長。 村人達から崇められていて大事にされている。見た目はまだ子供だが十五歳。だが、十五歳という年齢にあわない口調で話す。世間のことはわかっていないが、素直で優しく、動物が大好きな子。関羽には過保護すぎるくらい大切にされている。だが、この姿は身体に封印された金眼の呪いによるもの。なので、本来の姿は子供の姿ではない。金眼の呪いの影響で邪悪な心を持ってしまう。そして、関羽や猫族以外の全てを滅ぼそうとする。
張飛（ちょうひ）
声 - 岡本信彦
劉備、関羽と兄弟同然に育ってきた猫族の少年。猪突猛進タイプで、物事をあまり深く考えることができずに考えるより先に行動してしまう。そそっかしいところがあるが、人懐っこく明るい性格。関羽を「姉貴」と呼び慕っている。ドラマCDなどでは、唯一のツッコミ。
趙雲（ちょううん）
声 - 鈴村健一
幽州の太守、公孫賛に使えている武将。世間の常識に捕らわれず、自分の意思を持っている。なので、猫族に対しても偏見を抱いていない。武人として優れていて、公孫賛の右腕となり支えている。性格はとてもおおらかだが、おおらかすぎて天然な一面もある。
曹操（そうそう）
声 - 鳥海浩輔
大陸制覇の野望を抱く武将。権謀術策に長けている。自分の目的のためなら手段を選ばない冷酷さを持っていて、自分を慕う家臣にも心を開かない。黄巾賊を追う内に猫族の隠れ里を見つけ利用しようと試みる。関羽の武力に目をつけ、劉備を拐い関羽に曹操軍に入るに命令する。関羽のことは最初駒のように扱っていたが、彼女の武から身体に執着していく。実は関羽と同じく猫族と人間の間に生まれた子供。俗に言うヤンデレ。
夏侯惇（かこうとん）
声 - 鈴木達央
曹操に使える武将。いつも従弟の夏侯淵と行動を共にしている。世間の常識に縛られているため、女は男に武で勝てないと思っている。猫族と女性が大嫌い。猫族のことを「十三支」と呼び蔑んでいる。関羽のことは特に嫌っている。剣の腕は確かで、日々の鍛練を怠らない。曹操からの信頼も厚い。夏侯惇ルートでは、関羽のことを宿敵、武人と認めた。関羽と接していくうちに、猫族に向けていた感情は薄れていった。そして夏侯淵が関羽を殺そうとしたときには、自らの手で夏侯淵を葬った。夏侯淵の最期には「お前もこいつ(関羽)と関わっていれば変わったかもしれない」と言った。夏侯淵のことは、自身の半身のように思っている。
張遼（ちょうりょう）
声 - 遊佐浩二
最強の武将 呂布に仕える、執事兼武将。
とても物腰が柔らかくどんな時でも常に微笑を絶やさない。
しかし、人を殺す事を何とも思っておらず呂布の命令であればどんな人間でも、微笑をたたえながら斬る事が出来る。

### サブキャラクター
夏侯淵（かこうえん）
声 - 浪川大輔
夏侯惇の従兄弟。幼い頃からなんでも夏侯惇の後をついてきた。
現在は夏侯惇と共に曹操に仕えている。
夏侯惇同様軍人のエリート貴族として生まれ、プライドも高い。
猫族に強い差別意識を持っている。
張角（ちょうかく）
声 - 佐藤拓也
黄巾賊の長。世に不満ある人々を集め黄巾賊として立ち上がる。
頭に黄色い布をつけており、身体には迫害されてきた中でつけられた傷が全身に残っている。
呂布（りょふ）
声 - 沢城みゆき
見かけは妖艶な美女だが人間離れした力を持つ、当代きっての最強の武将。
人を殺めたり苦しめたりする事に喜びや興奮を感じる異常者。
女の子が大好きで、恋人の貂蝉を常に傍らに侍らせている。関羽を気に入り、目をかける。
貂蝉（ちょうせん）
声 - 伊瀬茉莉也
呂布の恋人。盲目的に彼女を愛し、崇拝する。
可愛らしい容姿で寵愛を受けるが、彼女の興味が他に向く事は気に食わない。
呂布に気に入られた関羽を敵視している。
董卓（とうたく）
声 - 中村浩太郎
黄巾賊討伐軍の長として都から派遣された役人。朝廷の高官であり、官軍の大将。
猫族を人に劣った存在だと決め付け差別する。
黄巾賊討伐を自分の手柄としなり上がる。権力をほしいままとし、悪逆の限りを尽くす。
袁紹（えんしょう）
声 - 平川大輔
祖父の代から皇帝に高く評価された袁家の御曹司。博愛主義者で、温厚。
自分の部下や身分の低い人間に対しても家柄を鼻にかけず人当たりが良く、関羽たち猫族に対しても思いやる姿勢を見せる。しかし、本性は狡猾で残忍。袁術以上に猫族に対して差別意識を持っている。
袁術（えんじゅつ）
声 - 伊藤健太郎
由緒正しき血筋 袁一族の分家の子息。
本家の袁紹とは従兄弟関係にあり、彼には並みならぬ対抗心を抱いている。
粗暴で誰に対しても高圧的だが、とくに猫族に対しては差別的な態度をとる。
張世平（ちょうせいへい）
声 - 藤原啓治
劉備の世話役の一人。博識で人間の社会にもある程度は精通している常識派。
猫族が私軍として行動するようになってからは、軍の統制を行う。
両親のいない関羽の親代わりであり、武の師匠。
関定（かんてい）
声 - 勝杏里
猫族の若者で、好奇心旺盛な楽天家。
女の子が大好きで明るい言動も多いが、張蘇双に叱責される事も少なくない。
劉備軍として戦うが、いざという時に弱腰になることも。
張蘇双（ちょうそそう）
声 - 代永翼
猫族の若者で、張世平の甥。
常に冷静で鋭い洞察力を持つが、あまり感情をあらわにすることはない。
女の子と見間違う程の美しい容姿だが、毒舌家で特に人間に対する物言いは容赦ない。
顔良（がんりょう）
声 - 佐藤拓也
袁紹軍の将軍の一人。袁紹の右腕として大軍勢を率いる。
物腰は柔らかだが、ひとたび剣を抜けば敵を翻弄する武術を見せる。
義兄弟の契りを結んだ文醜とともに敵軍を苦しめる。
文醜（ぶんしゅう）
声 - 中村浩太郎
袁紹軍の将軍の一人。義兄弟顔良とともに、袁紹軍の総大将をつとめる。
一騎当千の力で敵を薙ぎ払い、圧倒する。
その実力は袁紹も認めており、袁紹軍の一角を担う。
公孫賛（こうそんさん）
声 - 浜田賢二
幽州の太守。遊牧民族から国を守るなど将としても優れ、北方に勢力を築く。
情に厚く、穏やかで誠実な人柄から人民や塀からの信望が厚い。
猫族への理解も深く、人と隔てなく優しく接する。
馬超（ばちょう）
声 - 杉田智和
涼州の騎馬民族、馬一族の嫡男。血の気が荒く、豪気で、酒と自由を何より愛する。
異民族の血を引いているため、猫族と同じように漢帝国から差別を受けている。

## 主題歌
（全歌 - 高垣彩陽）
十三支演義 〜偃月三国伝〜
オープニングテーマ「月のなみだ」
作詞 - 岩里祐穂 / 作曲 - 植松伸夫 / 編曲 - 成田勤
二胡：賈鵬芳 / 笛子：王明君
エンディングテーマ「名もない花」
作詞 - 渡辺マナミ / 作曲 - 仲西匡 / 編曲 - 齋藤真也

十三支演義 〜偃月三国伝2〜
オープニングテーマ「風になる」
作詞 - 辛島美登里 / 作曲 - 植松伸夫 / 編曲 - 成田勤
二胡 - 賈鵬芳
エンディングテーマ「それでも夢が続くなら」
作詞 - 岩里祐穂 / 作曲 - Tatta Works / 編曲 - 陶山隼

## 関連商品

### 音楽配信
- 十三支演義 〜偃月三国伝〜 オリジナル・サウンドトラック（iTunes Storeにて、2012年5月24日発売）

### ドラマCD
2012年
- 十三支演義 〜偃月三国伝〜 ドラマCD 演義余聞 （7月25日発売）
- 十三支演義 〜偃月三国伝〜 ドラマCD The Sweetheart of Three Kingdom 〜深夜城の宴〜 （10月31日発売）
- 十三支演義 〜偃月三国伝〜 ドラマCD 恋歌繚乱 （11月28日発売）
- 十三支演義 〜偃月三国伝〜 ドラマCD 未知の旅路 （11月28日発売）

2013年
- 十三支演義 〜偃月三国伝〜 ドラマCD 洛陽猫攻防戦 （5月15日発売）

2014年
- 十三支演義 〜偃月三国伝2〜 ドラマCD1 猫族名菓祭（5月14日発売）
- 十三支演義 〜偃月三国伝2〜 ドラマCD2 曹操軍来記（5月14日発売）
- 十三支演義 〜偃月三国伝2〜 シチュエーションドラマCD 第一弾 桃園恋綴り 張飛･趙雲編〜看病の巻〜（8月13日発売）
- 十三支演義 〜偃月三国伝2〜 シチュエーションドラマCD 第二弾 桃園恋綴り 曹操･張遼編~共寝の巻~（9月17日発売）
- 十三支演義 〜偃月三国伝2〜 シチュエーションドラマCD 第三弾 桃園恋綴り 周瑜･孫権編 〜おでかけの巻〜（10月15日発売）
- 十三支演義 〜偃月三国伝2〜 シチュエーションドラマCD 第四弾 桃園恋綴り 夏侯惇･夏侯淵編 〜お見合いの巻〜（11月12日発売）
- 十三支演義 〜偃月三国伝2〜 シチュエーションドラマCD 第五弾 桃園恋綴り 劉備･諸葛亮編 〜主従の巻〜（12月24日発売）

### 書籍
- 十三支演義 〜偃月三国伝〜 公式マスターブック （2012年7月30日発売）
- 十三支演義 〜偃月三国伝〜 原画集 （2012年8月24日発売）
- 十三支演義 〜偃月三国伝〜 公式ビジュアルガイドブック （2012年8月31日発売）
- 十三支演義 〜偃月三国伝2〜 公式ビジュアルファンブック（2014年6月30日発売）

### モバイル
- ソーシャルゲームセフィロト〜時の世界樹〜に本作品のキャラクターカードが参戦している。

## 漫画
本編
紗与イチにより、女性向けコミック誌のARIAで漫画版が連載された。KCxでコミックス化されている。
- 十三支演義 〜偃月三国伝〜 一（2012年9月7日発売）
- 十三支演義 〜偃月三国伝〜 一 特装版（2012年9月7日発売）
- 十三支演義 〜偃月三国伝〜 二（2013年4月5日発売）
- 十三支演義 〜偃月三国伝〜 三（2013年9月6日発売）
- 十三支演義 〜偃月三国伝〜 四（2014年2月7日発売）

アンソロジー
二越としみ、拓殖ミズキ、carawey、月本飛鳥、なるせいさ、須坂紫那、すぅ☆、柳瀬りょう、小虎、黒邑モトにより、B's-LOG COMICSより出版された。
- 十三支演義 〜偃月三国伝〜 アンソロジー（2012年11月1日発売）

## 小説
本編
佐々木禎子により、紗与イチのイラストを添えてエンターブレインブランドのビーズログ文庫より刊行された。
- 十三支演義 〜偃月三国伝〜 上（2013年11月15日発売）
- 十三支演義 〜偃月三国伝〜 下（2014年2月15日発売）

オリジナルストーリー
福沢文緒により、市ヶ谷瞳のイラストを添えて一二三書房より刊行された。
- 小説 十三支演義 〜偃月三国伝〜 洛陽学修録（2013年10月23日発売）

## OVA
『十三支演義 〜偃月三国伝〜 外伝 幽州幻夜』のタイトルで2014年11月28日に発売。
2015年4月にAT-Xで放送された。

### スタッフ
- 原作・監修 - オトメイト（アイディアファクトリー（株）、（株）レッド・エンタテインメント）
- 原案 - 広井王子
- 監督・絵コンテ・演出 - 葛谷直行
- 脚本 - 吉永亜矢、金沢弘哲
- キャラクター原案 - 悌太
- キャラクターデザイン・総作画監督 - 岩田芳美
- 美術監督 - 海野よしみ、松宮正純
- 色彩設計 - 鈴木仁子
- 撮影監督 - 森下誠一
- 編集 - 瀬山武司
- 音楽プロデューサー - 小川洋輝
- 音楽 - 植松伸夫、ケビン・ペンキン
- 音響監督 - 高桑一
- 音響制作 - 神南スタジオ
- エグゼクティブプロデューサー - 越中敏之
- プロデューサー - 塙隆志
- アニメーションプロデューサー - 浅賀孝郎、野田直彦
- 企画・製作 - 加賀電子(株)
- 制作協力 - スタジオ・イゼナ
- アニメーション制作 - teamKG、Anpro

### 主題歌・挿入歌
オープニングテーマ「Se-Tsu-Na~刹那~」
作詞 - 丸下史洋 / 作曲 - 稲田しんたろう / 編曲 - 山口雄太 / 歌 - SAY!U!ROCK ver.2.0